# سخا

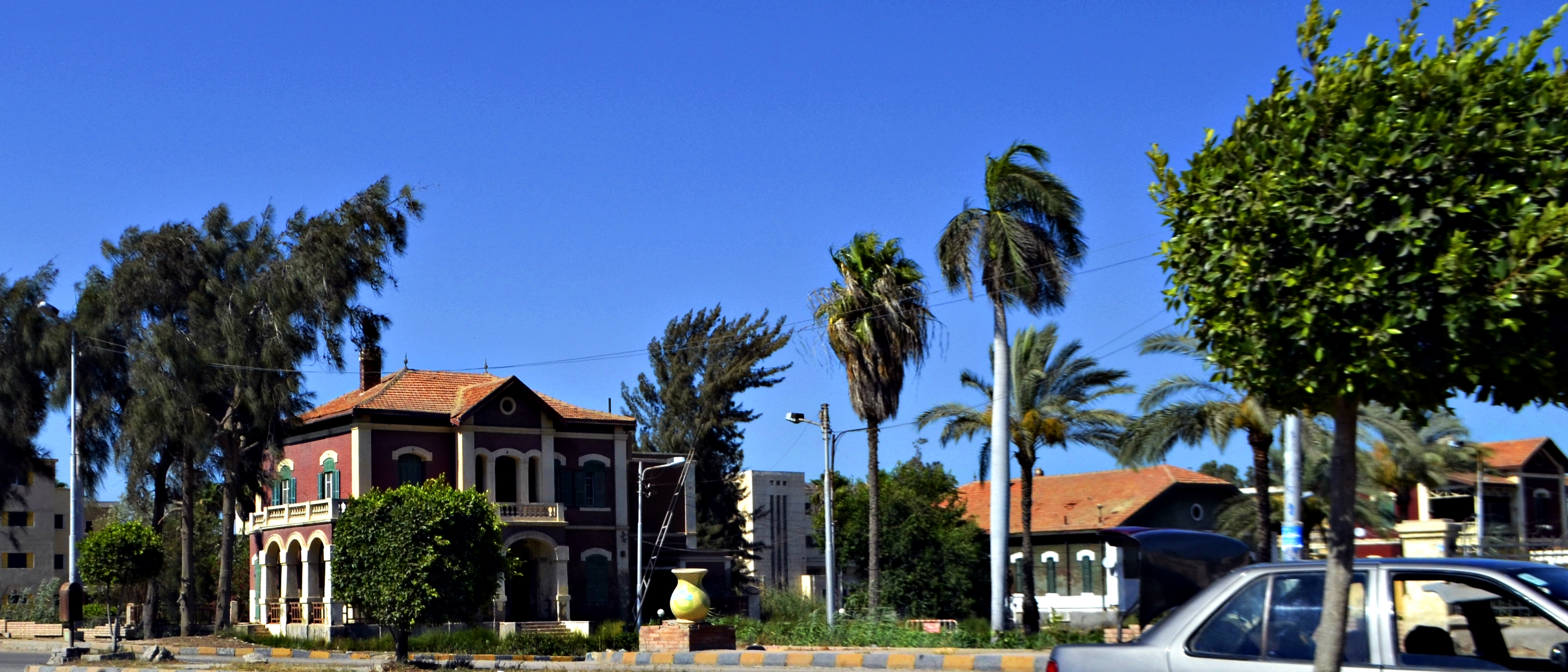
سخا.

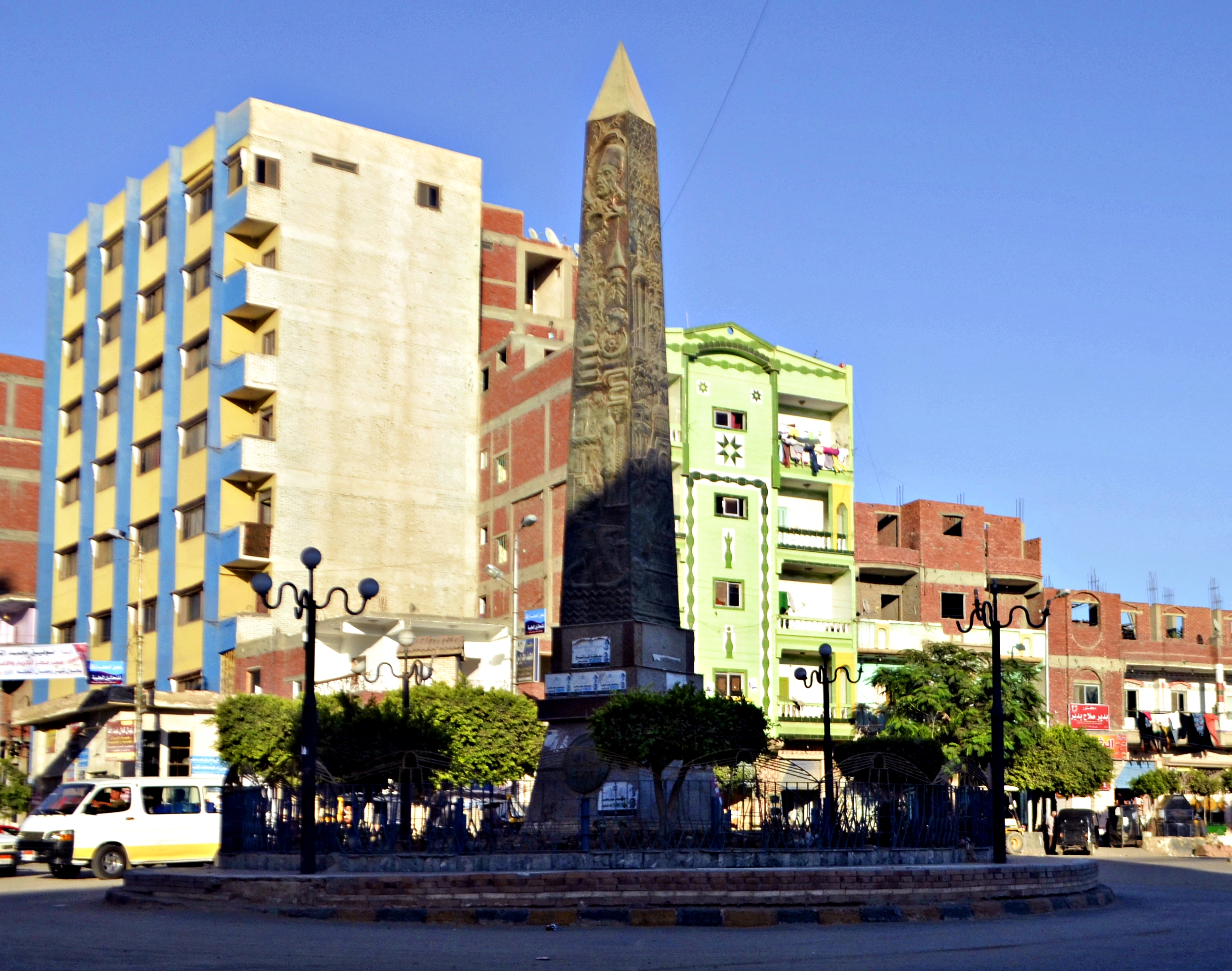
أحد ميادين سخا.

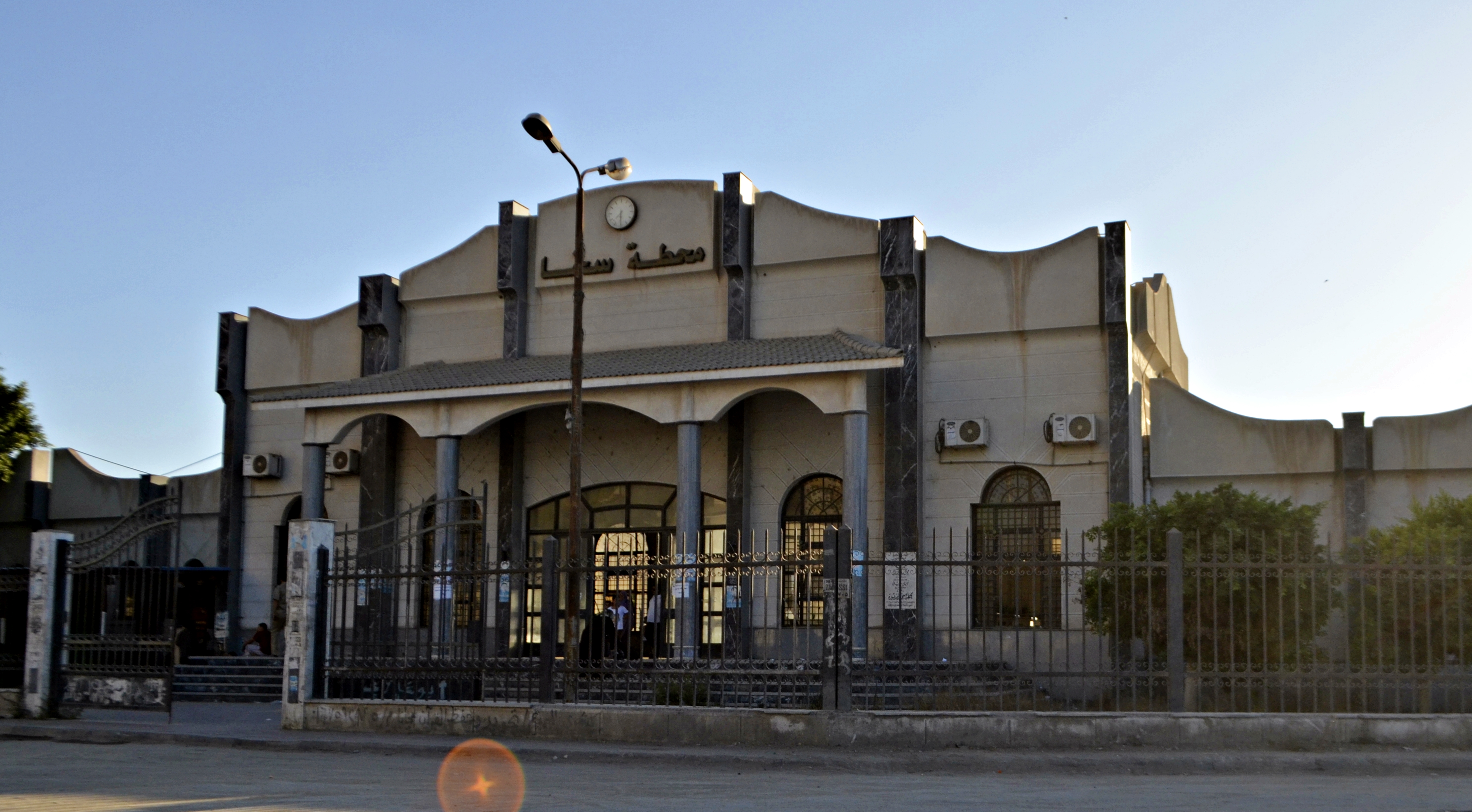
محطة سكك حديد مصر في سخا

سخا، هي جزء من مدينة كفر الشيخ بمحافظة كفر الشيخ بمصر. بين فرعي النيل بالدلتا - وتبعد 22 ميلاً شمال طنطا، 20 ميلاً شمال غرب سمنود. وبها مقر مطرانية دمياط كفر الشيخ والبراري تحت قيادة الأنبا بيشوي مطران كرسي دمياط وكفر الشيخ ودير القديسة دميانة بالبراري.
وهي «خاسوت» الفرعونية و«اكسويز» اليونانية الرومانية وكانت سخا عاصمة الإقليم السادس من أقاليم الوجه البحري وقد كانت مقراً وعاصمة للأسرة الرابعة عشرة الفرعونية التي حكمت شمال مصر في القرن الثامن عشر قبل الميلاد. كما ينسب إليها الحافظ شمس الدين السخاوي.
استقرت بها قبيلة الخزاعلة فرع من قبيلة سنبس من طيء، وكانت مقر زعامة قبائل سنبس في مصر، وبمدينة سخا دارت رحى معركة سخا، التي انهزمت فيها قوات الحلف القرشي أمام جيش المماليك.

## التسمية
كانت تسمى في عصر الفراعنة (خاست) وفي العصر اليوناني أو الروماني (اكسويس) واحتلت سخا مركزا متميزا أيضا بعد دخول المسيحية مصر نظراً لإقامة العائلة المقدسة بها أثناء هروبها إلى أرض مصر وسميت (بيخا ايسوس) أي قدم يسوع نسبة إلى الحجر الذي طبع عليه قدم السيد المسيح وهو طفل عمره سنتان كما جاء في سنكسار 24 بشنس وهو تذكار هروب السيد المسيح إلى مصر مع يوسف النجار ومريم العذراء مريم وسالومي .

## الدير والكنيسة
بنيت الكنيسة في نفس المنطقة التي أقامت فيها العائلة المقدسة وكان بجوار الكنيسة مغطس على النظام الروماني وأُنشئ بعد ذلك دير سمى دير المغطس وظل عامراً بالرهبان لنهاية القرن الثاني عشر ،
يقول المؤرخ المصري المقريزي في القرن الخامس عشر أن دير المغطس كان يحج اليه المسيحيين من سائر الأنحاء في يوم 24 بشنس كما يحجون إلى كنيسة القيامة في القدس وكانت السيدة العذراء تظهر دائماً في هذا اليوم لذلك سمى عيد ظهور السيدة العذراء مريم
هُدم هذا الدير في القرن الخامس عشر وتقلصت أهمية المكان وانتهت إيبارشية سخا.

## حجر قدم يسوع (بيخا ايسوس)
في ميمر للقديس الأنبا زخارياس أسقف سخا في القرن الثامن عن مجيء السيد المسيح إلى مصر أن العائلة المقدسة ذهبت إلى البرلس بقرية تسمى شجرة التين فلم تقبلها فمضت إلى موضع آخر يسمى (المطلع) حيث وافاهم رجل باحتياجاتهم ثم مضوا إلى مكان آخر وهو سخا الحالية فعطشوا إذ لم يجدوا ماء فوضع السيد المسيح قدمه على حجر فانطبع أثر قدمه ونبع منه ماءً صافياً وأصبح المؤمنون يضعون الزيت على الحجر في مكان القدم ويتباركون منه إلى أن أخفى الحجر لظروف تحت الأرض .

### ظهور الحجر
في القرن الثالث عشر أخفى الحجر في فناء الدير إلى أن عثر عليه في القرن الحالي بطريق عجيبة ومعه تاج عمود حجري أثناء الحفر أمام البوابة الخارجية وأودع في صندوق داخل الكنيسة وأصبحت الكنيسة بعد ذلك مركز لجذب الزوار والرحلات ويقام تذكار في 24 بشنس من كل عام علاوة على نهضة روحية طوال فترة صوم السيدة العذراء مريم من 7 - 22 أغسطس من كل عام يحضرها آباء أجلاء مع شعب مبارك من كل الأنحاء .

### القديس الأنبا زخارياس أسقف سخا (695 م - 725 م)
تم اكتشاف رفات القديس أثناء تجديد الكنيسة عام 1968 وفي سنكسار 21 امشير روى أنه أثناء سيامته سطع نور في الكنيسة وأضاء وجهه كنجم بهى - وكان الأنبا زخارياس عالماً وكاتباً مملوءاً بالنعمة والمواهب وأثناء قيام المطران الأنبا بيشوى بالصلاة في تذكار عيده وفتح الرفات وجد صليب كبير مع الرفات وشاهد البعض ظواهر روحية تشير إلى رفاته - وقد وضعت رفاته في أنبوبة خاصة ومعها الصليب من القرن الثامن .

### القديس الأنبا ساويروس الأنطاكي
يذكر السنكسار في 10 كيهك أن القديس الأنبا ساويروس بطريرك أنطاكية في فترة هروبه إلى مصر أقام بسخاعند رجل أرخن يدعى دوروثاؤس وعندما تنيح سنه 538 م نقل جسده بمعجزة إلى دير الزجاج ويذكر المؤرخ القمص صموئيل تاوضروس السرياني أن جسد القديس نُقل إلى سخا مرة أخرى بعد أن تخرب دير الزجاج لذلك من المحتمل وجود رفات هذا القديس ضمن رفات أخرى بإنبوبة رئيسية كبيرة .

### القديس أغاثو العمودي
يذكر السنكسار في 14 توت قصة الراهب القديس أغاثو العمودي الذي تتلمذ على يدي القديسين الأنبا آبرام والأنبا جورجه وتمثل بسيرة القديس سمعان العمودي وتوحد بجوار سخا وبنى له المؤمنون مسكناً على عمود ويحتمل وجود رفاته بسخا ضمن خمسة رفات عثر عليها مؤخراً
كما يوجد بالكنيسة مخطوطات وأيقونات أثرية وأوانى وأحجار من فترات مختلفة .

## معرض الصور

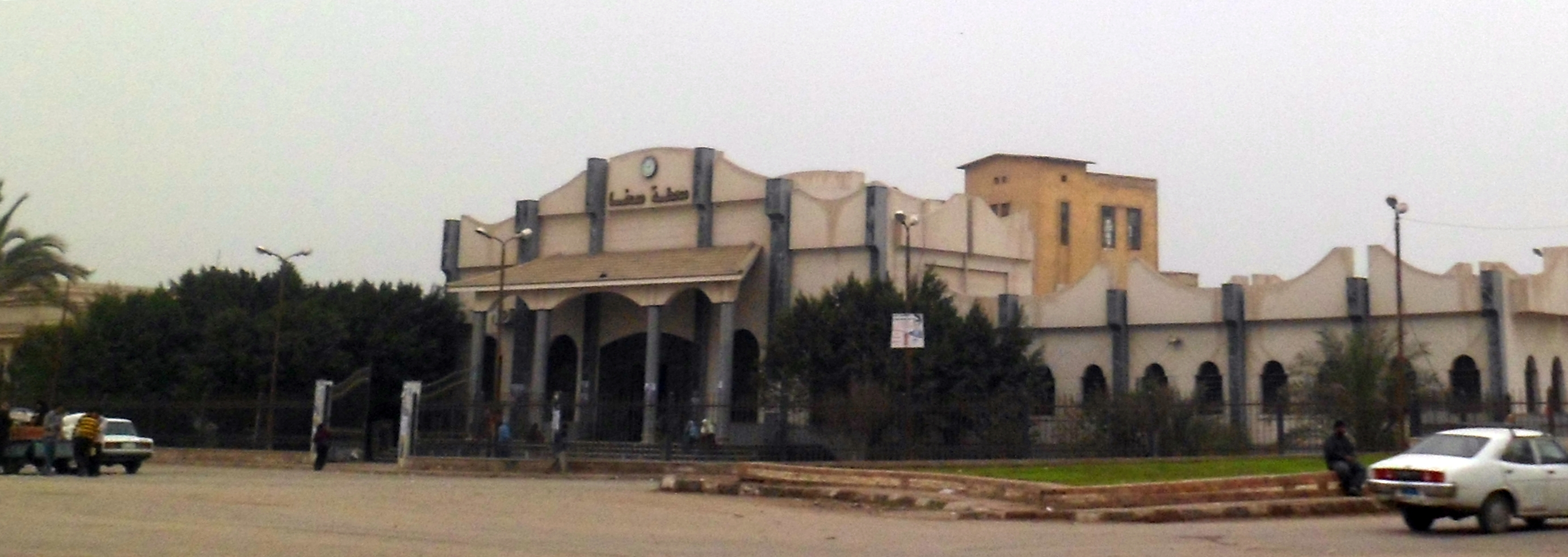
محطة قطارات سخا.
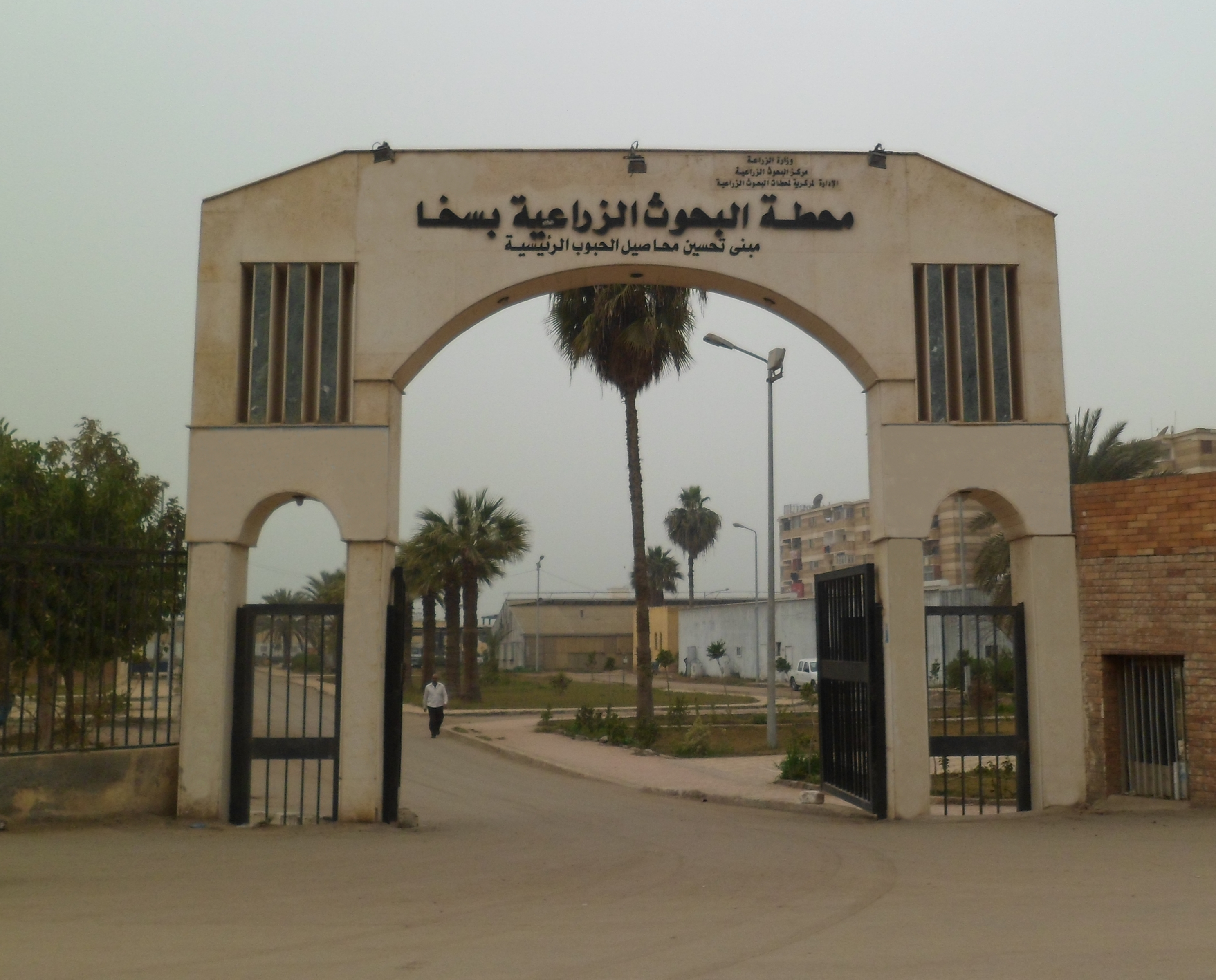
محطة البحوث الزراعية.